# 那苗口岸
20°17′49″N 104°37′21″E / 20.296873°N 104.622380°E
那苗国际口岸，另译那猫国际口岸，是越南清化省关山县那苗社的一个边境口岸。该口岸与老挝华潘省的南财口岸相接。